# Jharel Cotton
Jharel Leandre Cotton (né le 19 janvier 1992 à Saint Thomas, Îles Vierges des États-Unis) est un lanceur droitier des Twins du Minnesota de la Ligue majeure de baseball.

## Carrière
Après une année à jouer au baseball au Miami Dade College, Jharel Cotton reçoit à l'été 2010 une offre des Dodgers de Los Angeles, qui lui offrent un contrat assorti d'une prime à la signature de 125 000 dollars, mais il refuse et choisit de retourner à son collège pour une seconde année, espérant ainsi améliorer ses chances d'être choisi par un club de la Ligue majeure de baseball au repêchage annuel des joueurs amateurs. Cotton est effectivement repêché par les Mets de New York en juin 2011, ceux-ci le réclamant au 28e tour de sélection. Le jeune homme repousse cependant l'offre des Mets et s'engage à l'université de l'Est de la Caroline, où il joue pour l'équipe des Pirates. Il signe enfin son premier contrat professionnel après avoir été repêché par les Dodgers de Los Angeles au 20e tour de sélection en juin 2012.
Il commence sa carrière professionnelle dans les ligues mineures et évolue avec des clubs affiliés aux Dodgers jusqu'en 2016. Le 1er août 2016, les Athletics d'Oakland échangent deux joueurs établis, le lanceur droitier Rich Hill et le voltigeur Josh Reddick, aux Dodgers de Los Angeles contre trois jeunes lanceurs droitiers : Grant Holmes, Frankie Montas et Jharel Cotton. 
Jharel Cotton fait ses débuts dans le baseball majeur le 7 septembre 2016 comme lanceur partant des Athletics d'Oakland et il remporte la victoire après une solide sortie face aux Angels de Los Angeles. En 5 départs dans le dernier droit de la saison 2016, Cotton remporte deux matchs et maintient une moyenne de points mérités de 2,15 en 29 manches et un tiers lancées.
Cotton maîtrise quatre lancers : la balle rapide, la balle courbe, la balle glissante, et un changement de vitesse qui est considéré son meilleur lancer.